# .ck
.ck este un domeniu de internet de nivel superior, pentru Insulele Cook (ccTLD).